# Nejlikepiskiasläktet
Nejlikepiskiasläktet (Alsobia) är ett växtsläkte i familjen gloxiniaväxter med fyra arter. Släktets utbredning sträcker sig från sydvästra och sydöstra Mexiko genom Centralamerika till norra Colombia. Typarten för släktet är prickig nejlikepiskia (Alsobia punctata). Prickig nejlikepiskia liksom nejlikepiskia (Alsobia dianthiflora) och hybrider av dessa, som till exempel Alsobia ‘Cygnet’, Alsobia ‘San Miguel’ eller Alsobia 'Iris August', odlas som krukväxter.
Släktet består av epifytiska, städsegröna örter. Stjälkarna är krypande eller hängande med utlöpare från noderna. Blommorna är vita eller vit med prickar, lika de i kopparbladssläktet (Episcia). 

## Arter
- Prickig nejlikepiskia (Alsobia punctata) - förekommer från sydvästra och sydöstra Mexiko till Guatemala.[2][4]
- Nejlikepiskia (Alsobia dianthiflora)[2][4] - förekommer från delstaten Guerrero i Mexiko till nordvästra Colombia.[1]
- Alsobia chiapensis - förekommer i sydöstra Mexiko.[1]
- Alsobia baroniae - förekommer i Belize.[1][5]

## Bildgalleri

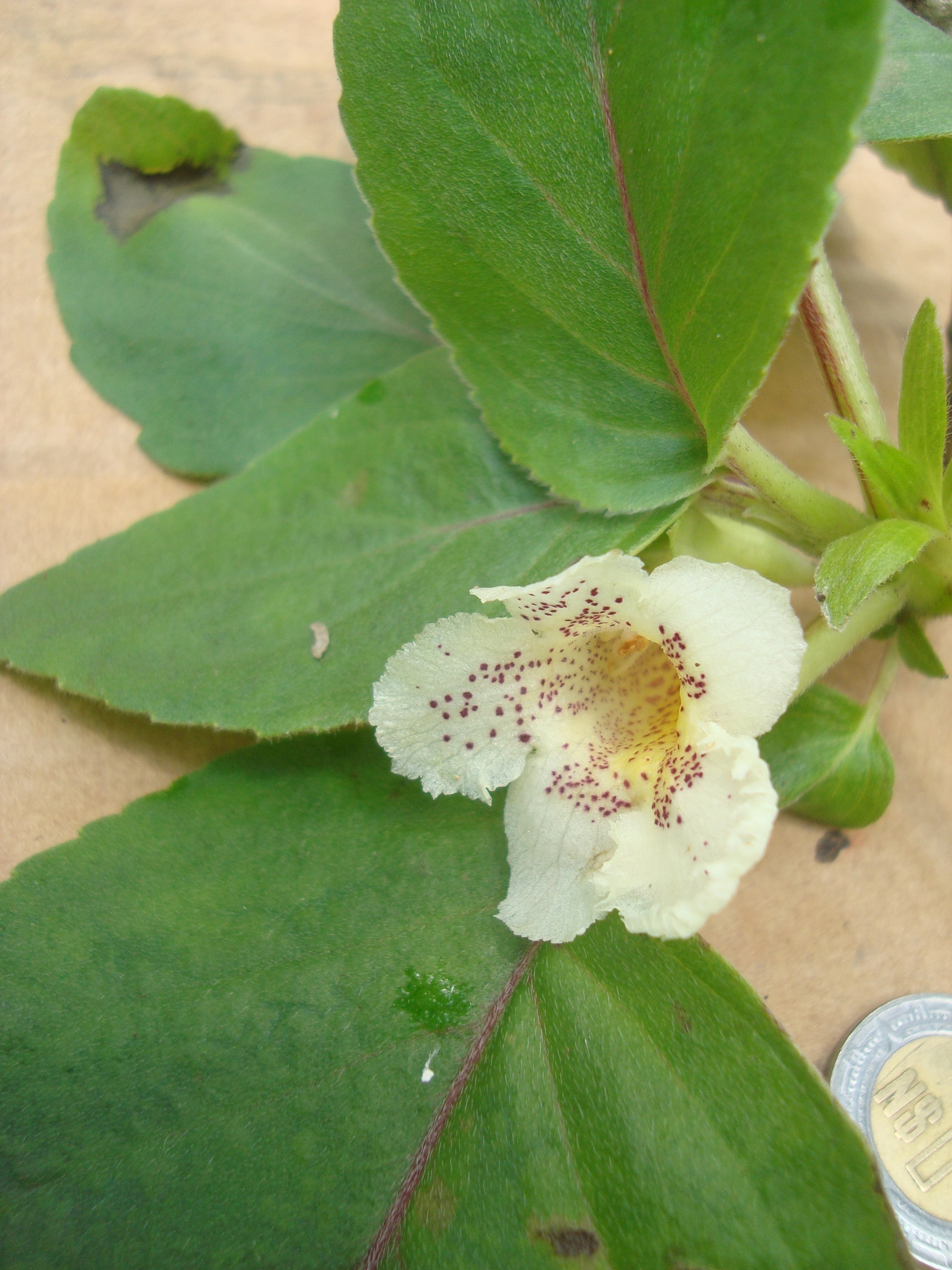
Blomma hos prickig nejlikepiskia, A. punctata.
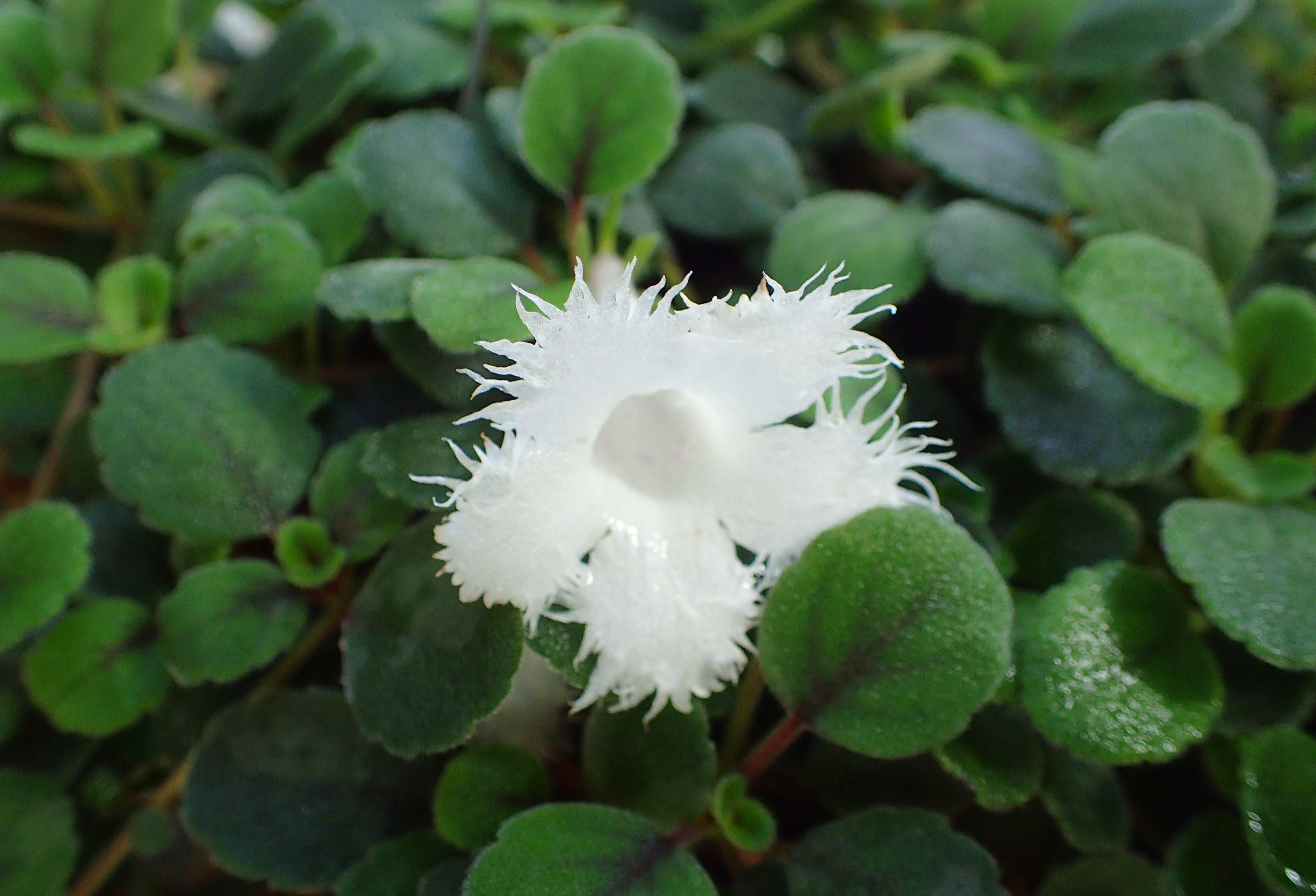
Blomma hos nejlikepiskia, A. dianthiflora.